# Conde de Cotoca
Santiago María del Granado y Navarro Calderón, primer conde de Cotoca, también conocido como Santiago Granado (Cádiz, España, 1757 – Santa Cruz de la Sierra, Bolivia, 1823), fue un médico y noble español que, ya entrado el siglo XIX, recorrió algunos de los más remotos dominios de la América Meridional, los que comprendían vastas zonas indígenas, inoculando la vacuna contra la viruela, recientemente descubierta.
Este médico gaditano dedicado a la labor humanitaria es el tatarabuelo del poeta laureado boliviano don  Javier del Granado y Granado.

## Biografía
Nació en el seno de un noble linaje, hijo de don Juan Manuel del Granado Rodríguez de las Varillas, y de doña Juana Navarro y Calderón de la Barca, de la antiquísima estirpe de la casa Calderón. Cursó en el Colegio de San Bartolomé de Cádiz, y estudió medicina con aplicación de aprovechamiento en el Real Colegio de Cirugía de la Armada de San Fernando (Cádiz), obteniendo los comprobantes respectivos de sus superiores. Luego con aprobación del intendente general de marina ejerció un cargo en el navío corsario Nuestra Señora del Rosario, y San Francisco de Asís, el año de 1779, hasta que en el siguiente de 1780 arribó a Montevideo. Fue aprobado y revalidado en las facultades de médico y cirujano por el Real Tribunal del Protomedicato. Las ejerció en las ciudades de Mendoza y la Villa Imperial de Potosí, admitido al uso de ellas por sus cabildos. Contrajo matrimonio en la Villa de San Lorenzo de la Frontera (actual ciudad de Santa Cruz de la Sierra, Bolivia) con doña Rosa Flores de Vergara y Durán, nieta del primer marqués de Miraflores, y única hija del pacificador del Perú don Ignacio Flores, quien fue gobernador intendente de Moxos en 1772-1781 y presidente de la Real Audiencia de Charcas en 1781-1785. El año de 1785 entró al servicio de Carlos III como médico y cirujano en la Tercera Partida Demarcadora de Límites con la colonia del Portugal, con nombramiento del virrey Loreto, en cuyo servicio permaneció sin interrupción hasta su disolución el año de 1801. El año de 1800 fue de médico y cirujano en la expedición militar que mandó el gobernador intendente Francisco de Viedma contra los insurgentes indios de la Cordillera de Chiriguanos.

## Acción humanitaria
La acción humanitaria que desplegó, paralela a la expedición de Francisco Javier Balmis y Josep Salvany i Lleopart contra la viruela en las colonias de ultramar, no podía haber sido más encomiable y es un episodio trascendental de la medicina española. Representa un intento de saldar la deuda histórica que los conquistadores del siglo XVI habían contraído con la población americana. A raíz del descubrimiento, conquista y colonización del Nuevo Mundo, una variedad de enfermedades desconocidas para los indígenas comenzaron a causar miles de víctimas entre los mismos, siendo la viruela la más fulminante y catastrófica de ellas.
Su acción humanitaria y de sanidad pública sin precedentes dio lugar a que el Ministerio de Gracia y Justicia de la Junta Suprema en Cádiz, en plena invasión napoleónica, le concediera una distinción nobiliaria y lo nombre Médico de Cámara de Su Majestad y de la Real Familia.
Según el virrey Santiago Liniers:

vacunó a 45.311 individuos, a su costa sin gravamen alguno del real erario ni de los pueblos beneficiados, caminando para ello más de 2.000 leguas por tránsitos ásperos, desiertos, habitados de fieras y enfermizos y sufriendo también las violencias de los malévolos o preocupados que llegaron a poner asechanzas a su vida" (carta del 4 julio de 1809).

Y según el protomédico Miguel Gorman:

arrostró los infinitos riesgos que debió prever no sólo por el dilatado viaje de más de 2.000 leguas, que tuvo que andar por caminos los más ásperos, y casi intransitables, sino aún más por la intemperie del clima, las ningunas comodidades que ofrecen países desiertos, habitados solamente de bestias feroces, indios salvajes, pequeñas poblaciones de hombres nuevamente reducidos a sociedad, y sobre todo, por las violencias de los malévolos o preocupados que llegaron a poner asechanza a su vida. El resultado de tan peligrosa Comisión, hecha a sus expensas y sin auxilio del real erario ni gravamen de los pueblos beneficiados, es haber vacunado 45.311 sujetos, es decir, haber salvado la vida cuando menos a la quinta parte de estos individuos que necesariamente habrían sucumbido a la hidra devoradora de la viruela" (informe del 26 de octubre de 1808).